# جيمي شور
جيمي شور (بالإنجليزية: Jamie Shore)‏ هو لاعب كرة قدم بريطاني في مركز الوسط، ولد في 1 سبتمبر 1977 في برستل في المملكة المتحدة. لعب مع نادي بريستول روفيرز ونورويتش سيتي.

## وصلات خارجية
- جيمي شور على موقع قاعدة بيانات كرة القدم.إي يو (الإنجليزية)
- جيمي شور على موقع Soccerbase.com (لاعب) (الإنجليزية)